# Bachs
Bachs – miejscowość i gmina (Politische Gemeinde) w północnej Szwajcarii, w kantonie Zurych, w okręgu (Bezirk) Dielsdorf.  

## Demografia
W Bachs mieszka 636 osób. W 2021 roku 12,3% populacji gminy stanowiły osoby urodzone poza Szwajcarią.